# 浙江翼龍屬
浙江翼龍屬是翼龍目神龍翼龍科的一屬，生活在白堊紀晚期的中國。

## 發現與命名
在1986年，中國浙江省臨海縣的一個採石場，工人徐成法發現一個大型化石，之後通知杭州市浙江自然歷史博物館。博物館方面派挖掘團隊到當地進行挖掘，發現這個化石是種翼龍類，而該採石場又發現其他化石、頭顱骨。
在1994年，中國古生物學家蔡正全、魏豐將這些化石敘述、命名。模式種是臨海浙江翼龍（Z. linhaiensis），屬名、種名分別以浙江省、臨海縣為名。
到目前為止，已發現六個浙江翼龍的化石。正模標本（編號ZMNH M1330）是一個幼年個體的頭顱骨。副模標本有三個：編號ZMNH M1325標本是一個缺少頭顱骨的骨骼、編號ZMNH M1328標本是一個接近完整的骨骼、編號ZMNH M1329是一個破碎狀態的頭顱骨。

## 描述

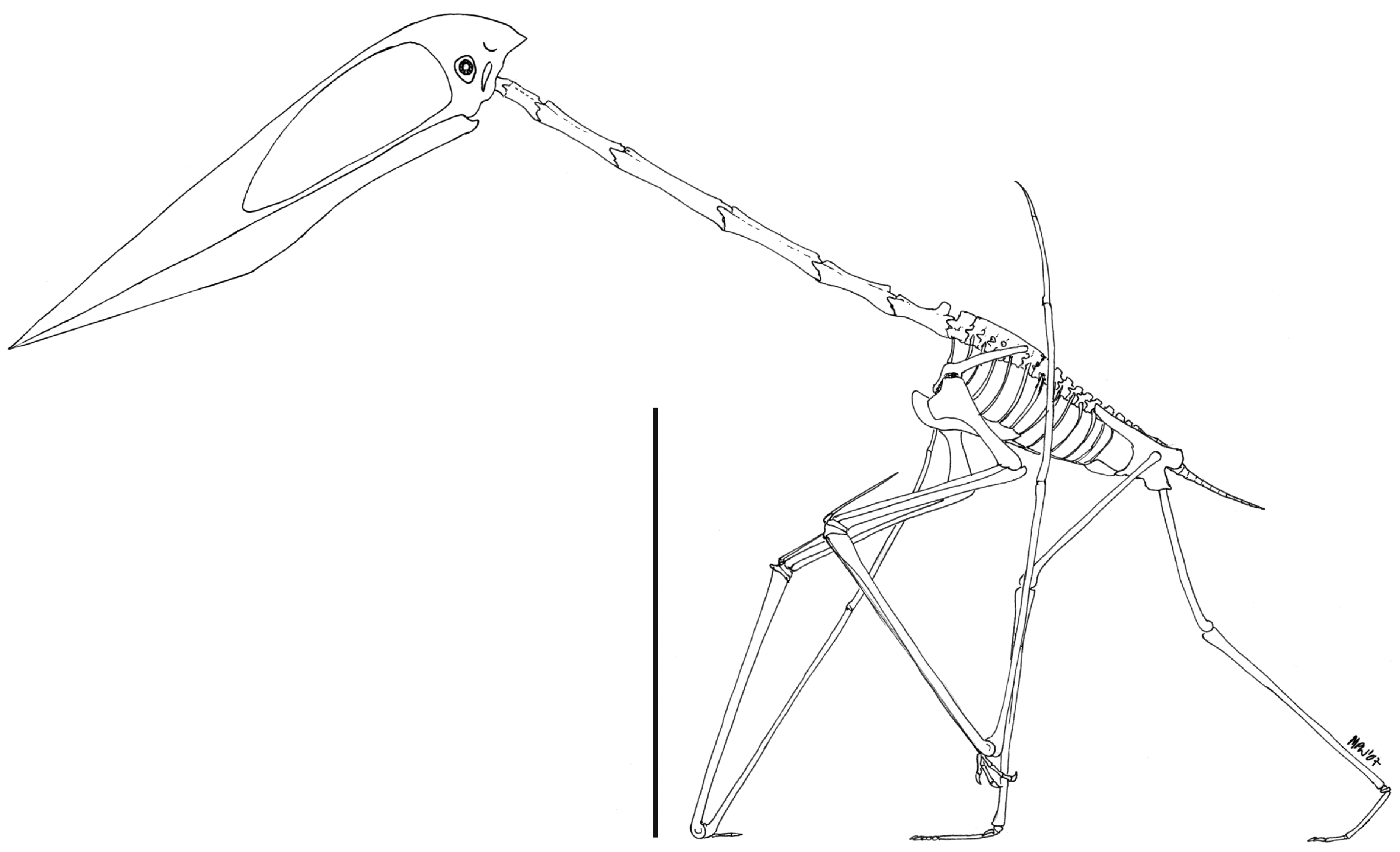
浙江翼龍的骨骼重建圖，比例尺為0.5公尺

浙江翼龍是一種中型的神龍翼龍類，翼展最初估計超過5公尺，最近估計翼展約3.5公尺。牠們擁有長而低的頭骨，呈現拱狀，但沒有任何頭冠。鼻孔與眶前孔（Antorbital fenestra）合在一起，形成單一橢圓形窩孔，佔了頭顱骨長度的一半。喙狀嘴是長而細、前端呈尖銳狀，缺乏牙齒。頸椎延長，前六結背椎癒合成一節聯合背椎（Notarium）。牠們有數對腹肋。牠們的股骨是強壯且瘦的，而且約是上臂的一半長。

## 分類
浙江翼龍最初被分類於夜翼龍科，因為牠們外形類似夜翼龍，也缺乏牙齒。在1997年，翼龍類學家大衞·安文（David Unwin）認為浙江翼龍較類似風神翼龍，將牠們歸類於神龍翼龍科。到目前為止，浙江翼龍是化石最完整的神龍翼龍科化石。

## 外部連結
- Zhejiangopterus in The Pterosauria